# Collège universitaire Saint-Ildephonse (Alcalá de Henares)
Le Collège universitaire Saint-Ildephonse (Colegio Mayor de San Ildefonso) d'Alcalá de Henares (région de Madrid, Espagne) a été fondé en 1499 par le cardinal Cisneros et est à l'origine de l'université historique d'Alcalá,,,,. Il a été fermé en tant que collège universitaire en septembre 1798.
L'édifice Renaissance, déclaré patrimoine mondial, est actuellement le rectorat de la nouvelle université d'Alcalá.

## Histoire

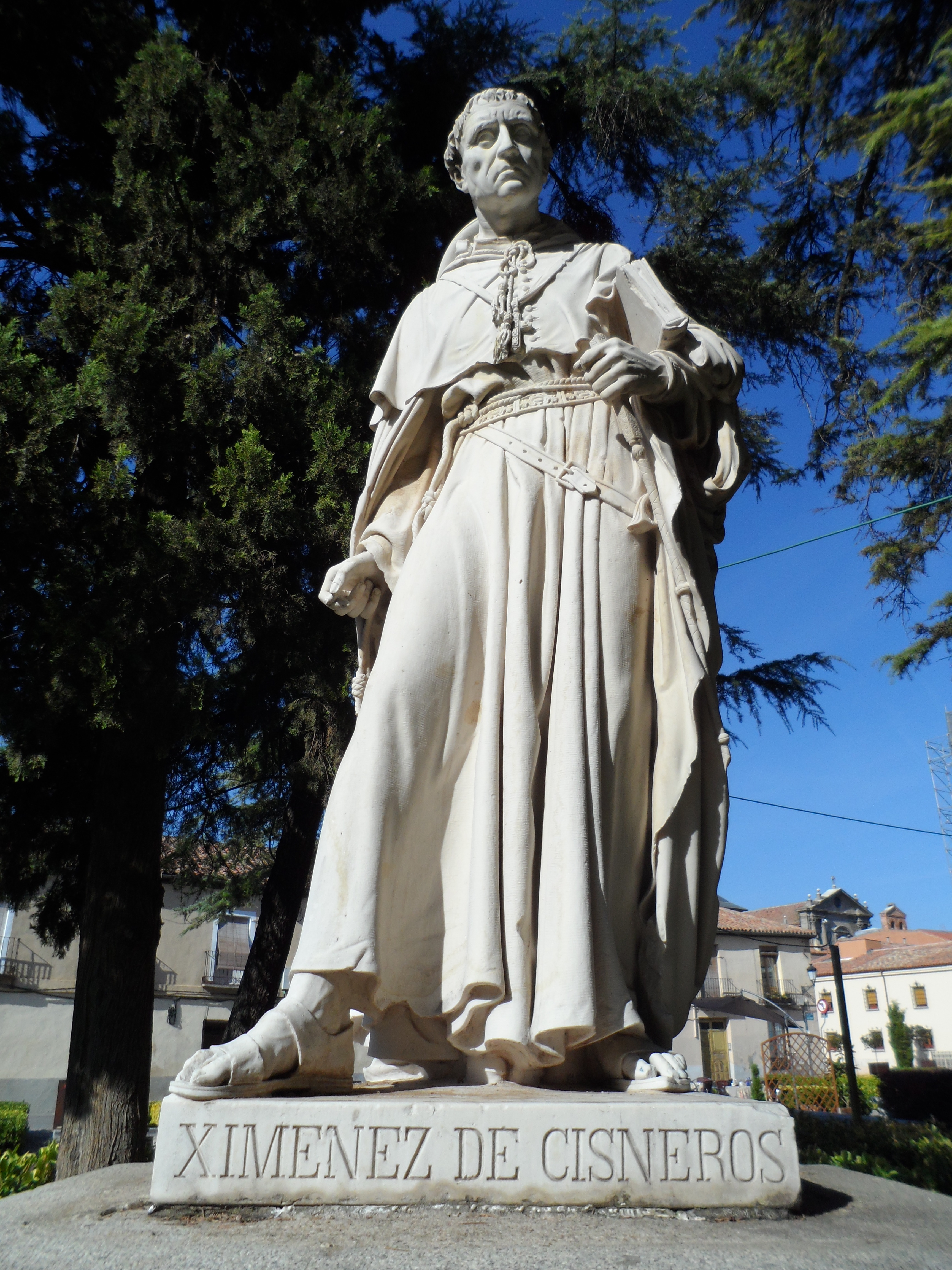
Sculpture du cardinal Cisneros située devant le Collège universitaire Saint-Ildephonse d'Alcalá de Henares.

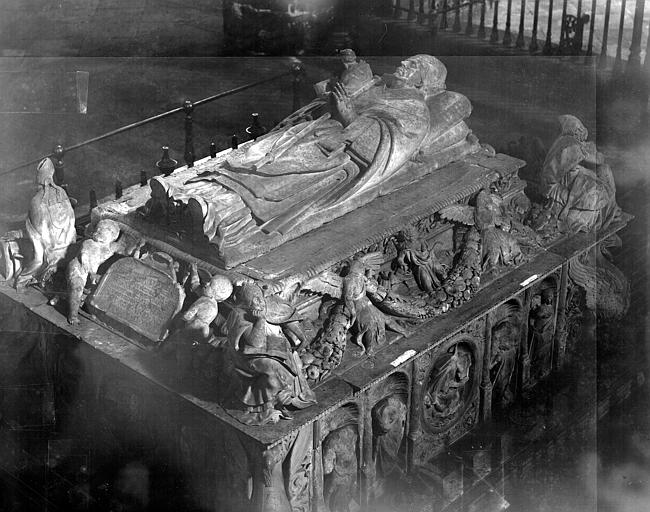
Cenotaphe du cardinal Ciseneros oeuvre de Domenico Fancelli et Bartolomé Ordóñez, dans la chapelle Saint-Ildephonse (bien qu'elle soit vide, car le cardinal est enterré dans la cathédrale Magistrale) d'Alcalá de Henares.

L'édifice a été construit à l'initiative du cardinal Cisneros, dans le contexte de la création de l'université historique d'Alcalá, dans l'idée de servir les objectifs réformateurs du cardinal et d'améliorer la formation du clergé et des ecclésiastiques de l'époque. La première pierre a été posée le 14 mars 1499, selon le plan conçu par Pedro de Gumiel,.
De l'ensemble, la chapelle Saint-Ildephonse, dont la fonction était de servir d'église au Collège, a été achevée en 1510, et c'est là que sont enterrés Francisco Vallés de Covarrubias et Elio Antonio de Nebrija ; elle possède également le riche monument sépulcral de Domenico Fancelli et Bartolomé Ordóñez pour le cardinal Cisneros, mais celui-ci est vide, car le cardinal est enterré dans la cathédrale Magistrale.
Les travaux du Paraninfo, aujourd'hui mondialement connu pour être le lieu où se déroule chaque année le prix Cervantes, ont commencé en 1516. Les plâtres ont été réalisés par Gutiérrez de Cárdenas et Pedro de Villarroel, et la menuiserie par Andrés de Zamora, Bartolomé Aguilar, Pedro Izquierdo et Hernando de Sahagún.
Une cour principale a également été construite en briques, qui a ensuite été remplacée par la célèbre cour, aujourd'hui appelée cour Saint Thomas de Villeneuve, qui a été construite au XVIIe siècle
Après le désamortissement de Mendizabal et le déménagement de l'Université d'Alcalá en 1836, l'édifice a été abandonné. En 1846, Joaquín Alcober a acquis le terrain aux enchères pour la culture de mûriers, l'élevage de vers à soie et la construction d'une filature. En 1847, il l'a vendu à Joaquín Cortes, qui, en 1850, l'a vendu à Javier de Quinto et à sa femme, Elisa de Roda, qui l'ont pillé. Face à cette situation désastreuse, le 12 janvier 1851, la "Sociedad de Condueños de los edificios que fueron Universidad" (Société des propriétaires des bâtiments qui étaient autrefois l'Université) est créée pour conserver son patrimoine artistique. Afin d'entretenir les bâtiments, ils ont cédé les terrains et les bâtiments du Collège universitaire Saint-Ildephonse, d'abord pour l'Académie de Cavalerie (1851-1852), ensuite comme école pour les Pères Piaristes (1861-1931) et comme Lycée Complutense d'Enseignement Secondaire (1931-1943). Plus tard, le Centre de formation et de perfectionnement des fonctionnaires (1959-1991) qui, à partir de 1968, s'est appelé École nationale d'administration publique (ENAP) et, à partir de 1977, Institut national d'administration publique (Espagne) (INAP) ; cet organisme a fondé en 1961 le "Musée historique de l'administration espagnole" (MHA), dont la directrice a été Isabel de Ceballos-Escalera y Contreras jusqu'en 1989 ; de nos jours, l'INAP maintient toujours un de ses sièges au troisième étage de ce bâtiment historique,,,.
L'édifice est actuellement le siège du rectorat de l'université d'Alcalá de Henares.
En 1998, l'édifice a été déclaré patrimoine mondial, en tant que partie intégrante de l'université d'Alcalá et du centre historique d'Alcalá de Henares,,.

## Description
Il s'agit du bâtiment principal de l'université d'Alcalá et de son symbole le plus remarquable. C'est l'une des œuvres les plus importantes de la Renaissance espagnole et elle a été déclarée patrimoine mondial, tout comme le reste du centre historique d'Alcalá de Henares.
Plusieurs termes ont été utilisés pour caractériser le style du complexe : "style Cisneros", plateresque ou "transitionnel". Dans les bâtiments du collège, un mélange de styles prévaut, du gothique tardif à la Renaissance, en passant par des éléments de construction et d'ornementation issus du style mudéjar, etc.

### Façade
La façade du collège, qui est l'œuvre la plus connue et la plus belle de Rodrigo Gil de Hontañón, a été commencée en 1537 et achevée en 1553. Elle est faite de calcaire de Tamajón. Certains historiens de l'art l'ont décrite comme "l'un des exemples les plus harmonieux et proportionnés de l'architecture espagnole du XVIe siècle". Elle est conçue sous la forme d'un retable à trois parties inégales en hauteur, avec une façade monumentale et des ordres superposés. Chacune des sections de la façade a un programme iconographique qui correspond à un état de la connaissance, avec la théologie comme épicentre, illustrée par les représentations sculpturales des Pères de l'Église (Saint Augustin, Saint Jérôme, Saint Ambroise et Saint Grégoire), placées à l'intérieur de quatre médaillons, œuvre du sculpteur Claudio de Arciniega, au-dessus de chacune des quatre fenêtres du premier niveau. Avec ces médaillons, les sculptures d'Atlantes, de hallebardiers et une grande galerie supérieure avec des fenêtres, réalisées par le sculpteur Claudio de Arciniega entre 1542 et 1548, confèrent un air classique caractéristique à l'œuvre, bien qu'elle ne suive pas les canons ou les règles de Vitruve,,,,,.

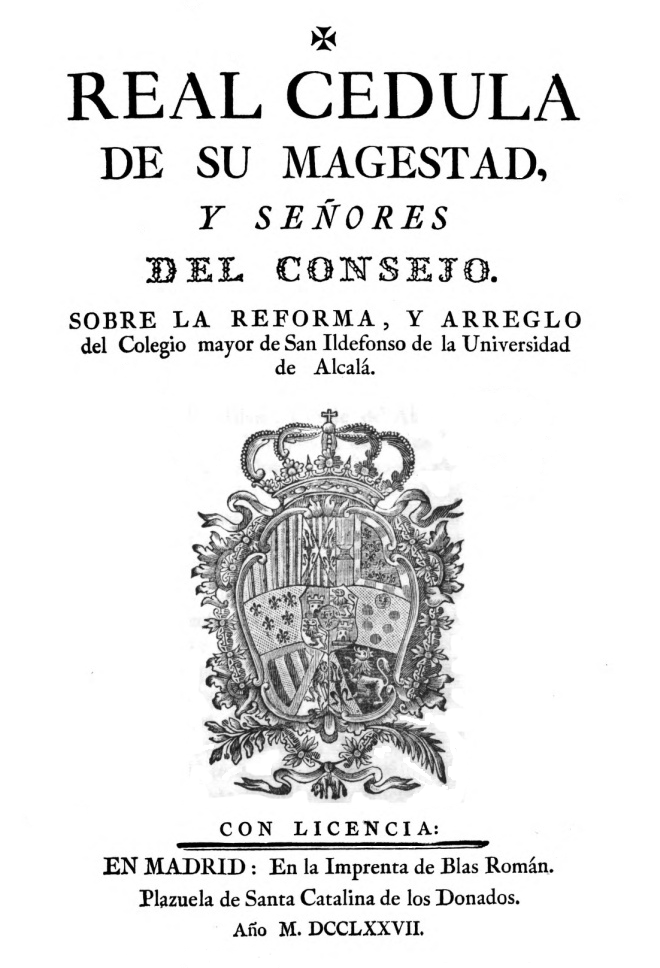
Certificat royal (1777) concernant la rénovation du Collège Universitaire Saint-Ildephonse.

La partie centrale de la façade de l'édifice est couronnée par une image du Pantocrator au-dessus de laquelle est placée une inscription avec le monogramme XPS (Christus) et immédiatement en dessous est sculpté un grand blason impérial de Charles Quint, réalisé par le sculpteur salmantin Juan Guerra en 1552. À l'intérieur du blason, entre les colonnes symboliques d'Hercule et les deux figures de rois en armes, la devise "PLUS ULTRA" est gravée dans deux cartouches avec de grandes majuscules carrées, à l'imitation des modèles de l'antiquité romaine. Les armoiries impériales sont sans aucun doute l'élément le plus visible de la partie supérieure de la façade du Collège universitaire Saint-Ildephonse. Elles ont été placées en reconnaissance du patronage que le monarque Charles Ier exerçait sur l'université, conformément aux dispositions des Constitutions cisneriennes, promulguées le 22 janvier 1510,.

### Intérieur
La cour principale des Écoles (Patio Mayor de Escuelas), également connue sous le nom de cour de Saint Thomas de Villeneuve, a été commencée en 1617, lorsque la cour originale en brique a été démolie, avec un projet de Juan Gómez de Mora, et a été terminée en 1662 par José Sopeña. Avec ses trois étages, sa frise et sa balustrade, elle porte le nom de l'un des plus célèbres étudiants de l'Université Complutense et du premier saint à sortir de ses salles de classe. Sur la partie supérieure de l'édifice figurent les mots latins attribués par la tradition au cardinal Cisneros, lorsque le roi Ferdinand le Catholique se moquait de la pauvreté de la première cour : Et luteam olim celebra marmoream, "Ce qui était construit en terre, est aujourd'hui célébré en pierre".
Il reste peu de choses de l'ancienne cour des Philosophes, mentionnée par Quevedo, entre autres, dans le Buscón, car elle a été utilisée à des fins industrielles au XIXe siècle  après la fermeture de l'université.
Puis, la Cour Trilingue - qui appartenait au collège Saint Jérôme, construit entre 1564 et 1570 par Pedro de la Cotera - est un espace caractéristique de la Renaissance, en deux parties, dont la balustrade a en grande partie disparu. Adjacent au Paraninfo et à la Hostería del Estudiante, il entoure le bâtiment sur son côté sud.

## Galerie d'images

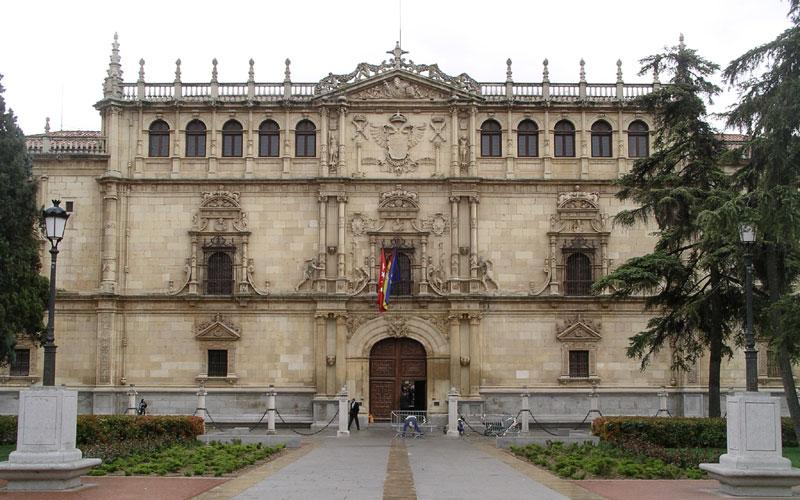
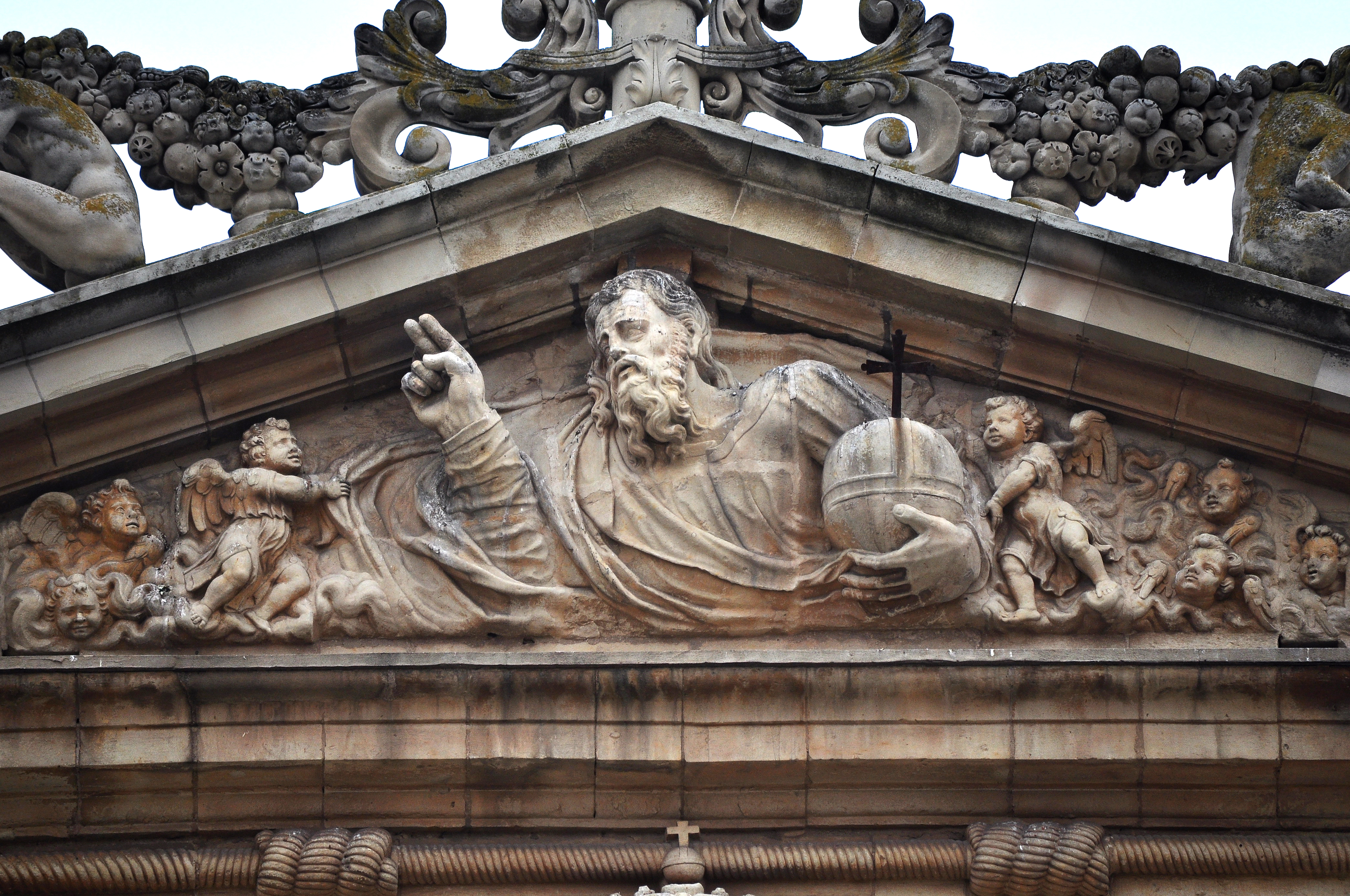
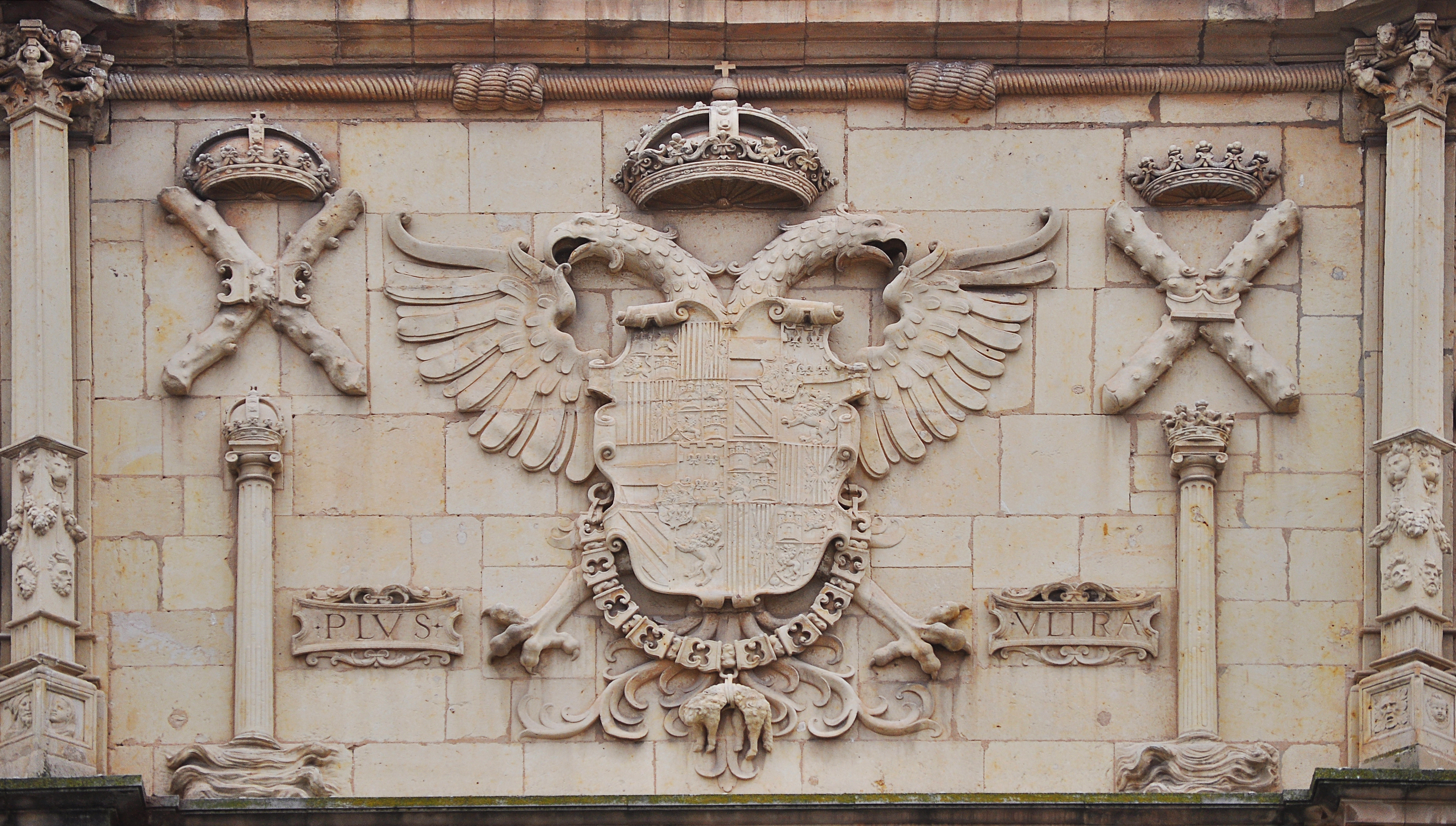
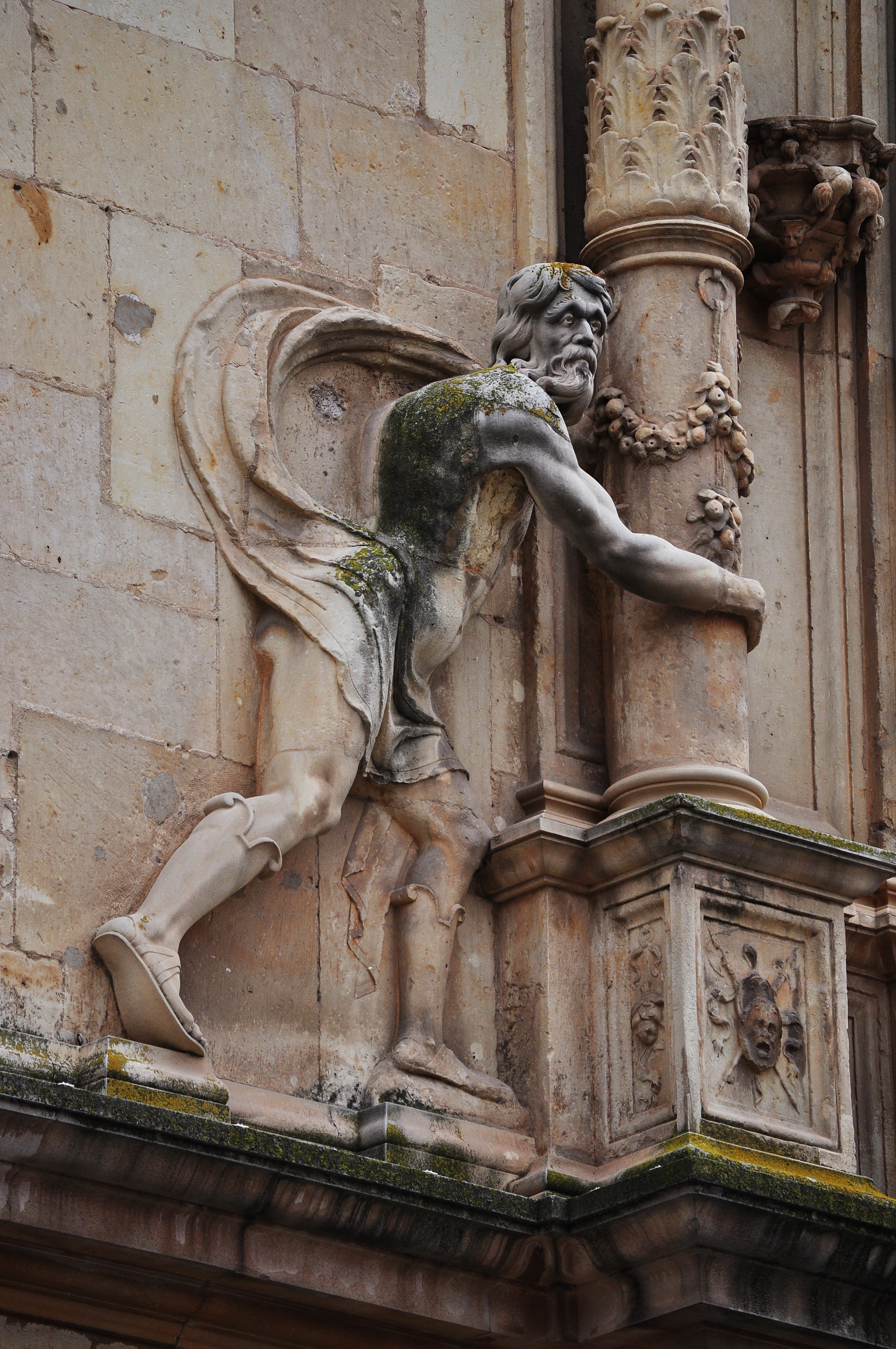
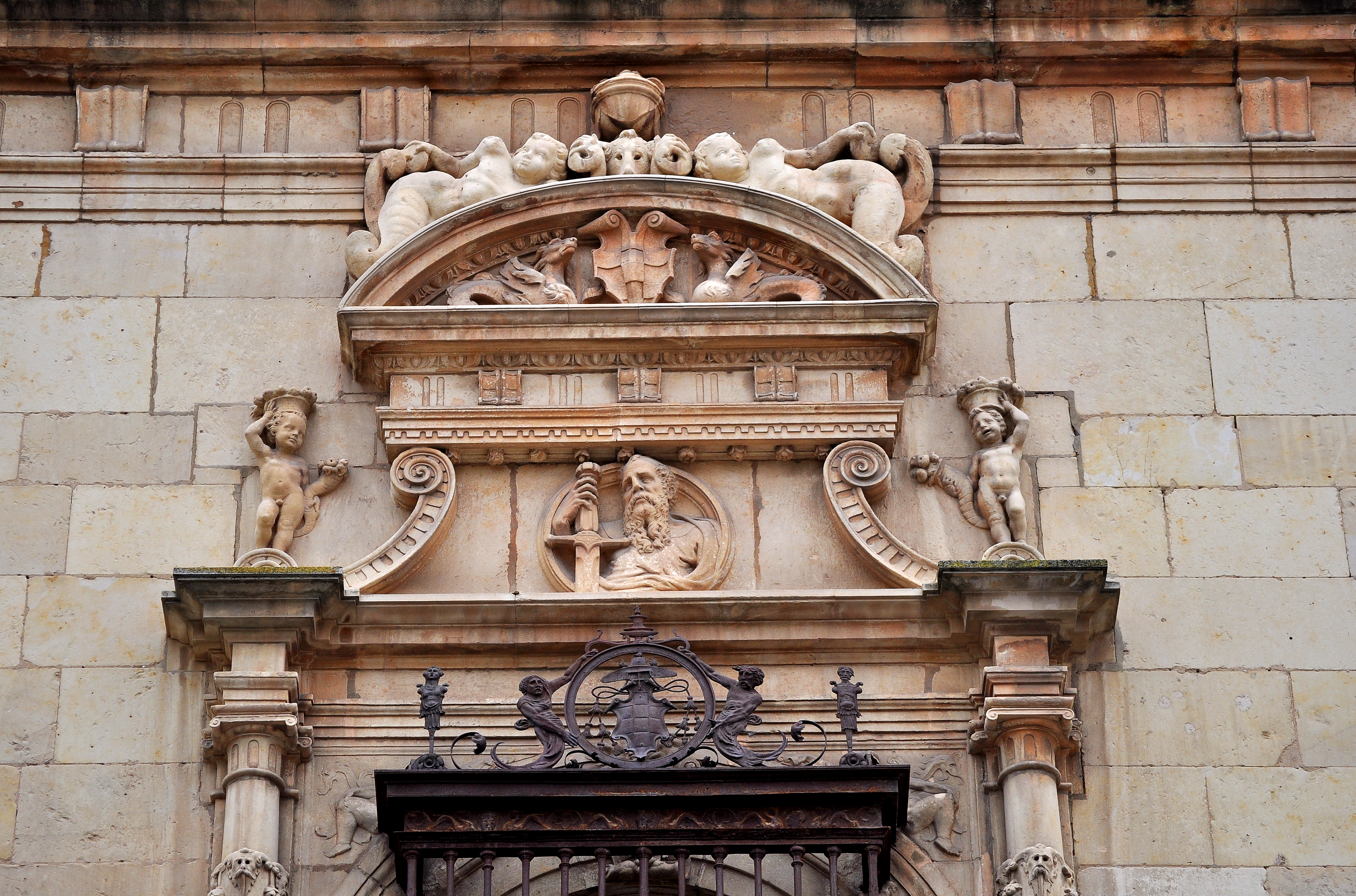
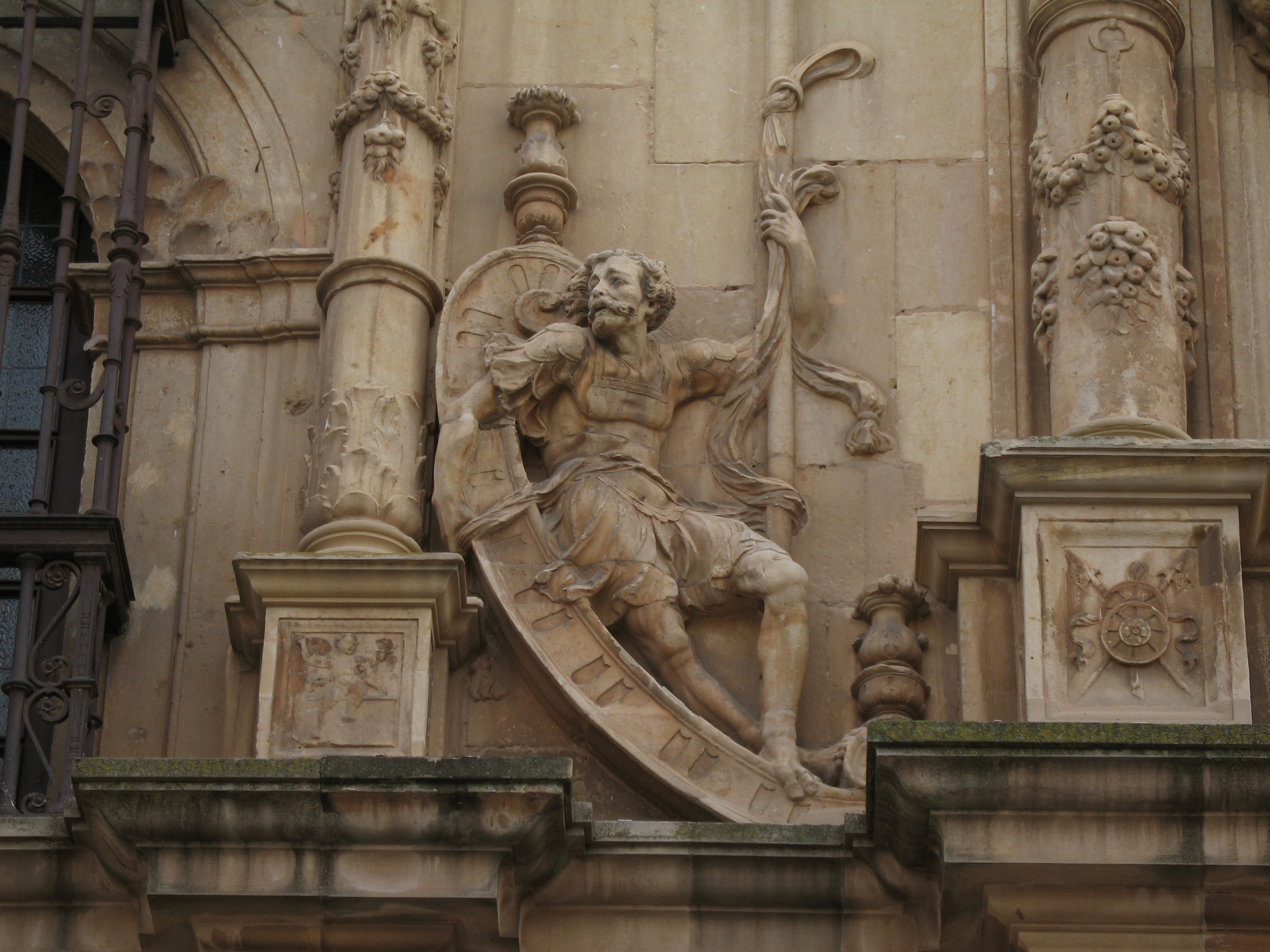
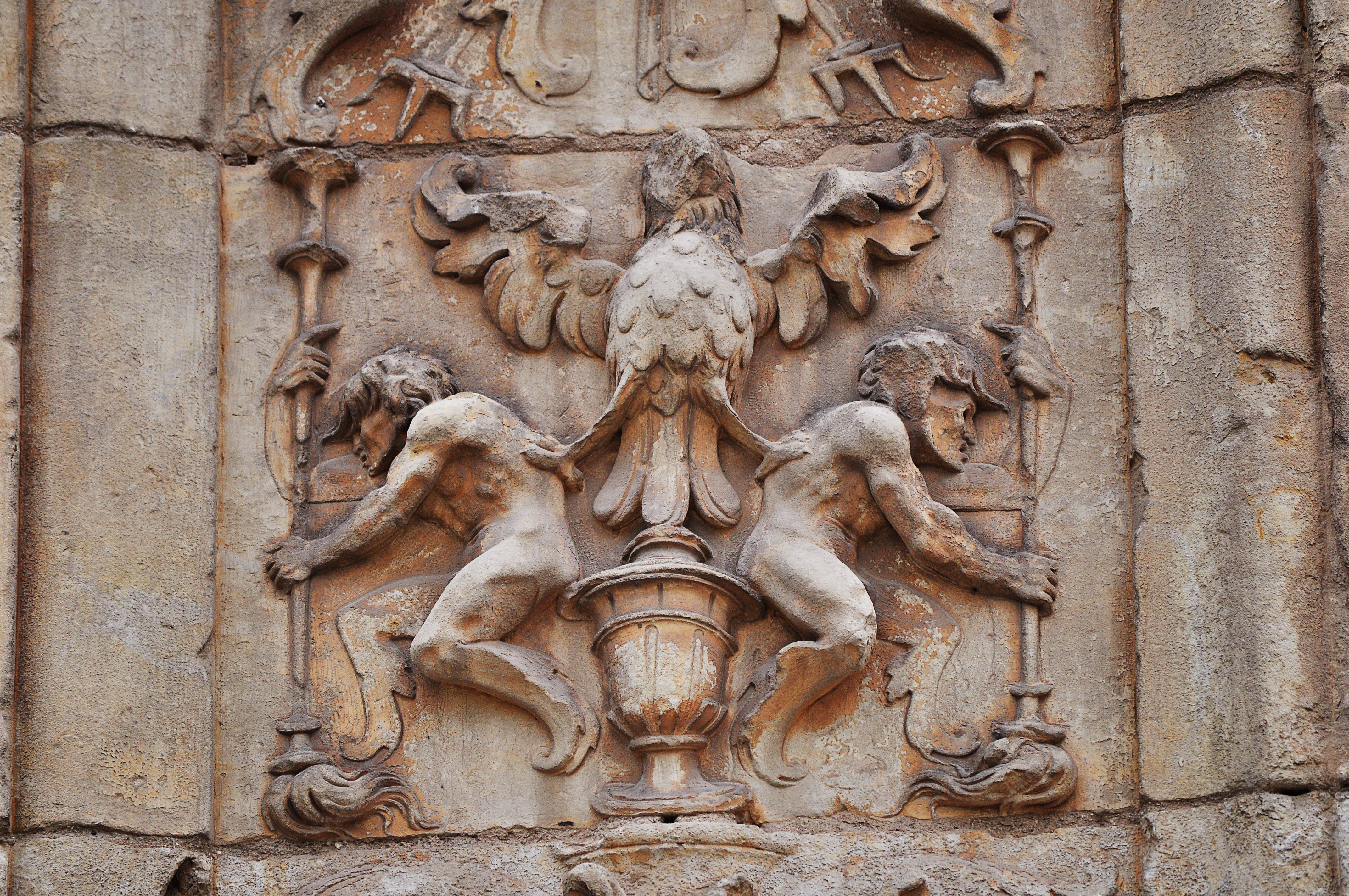
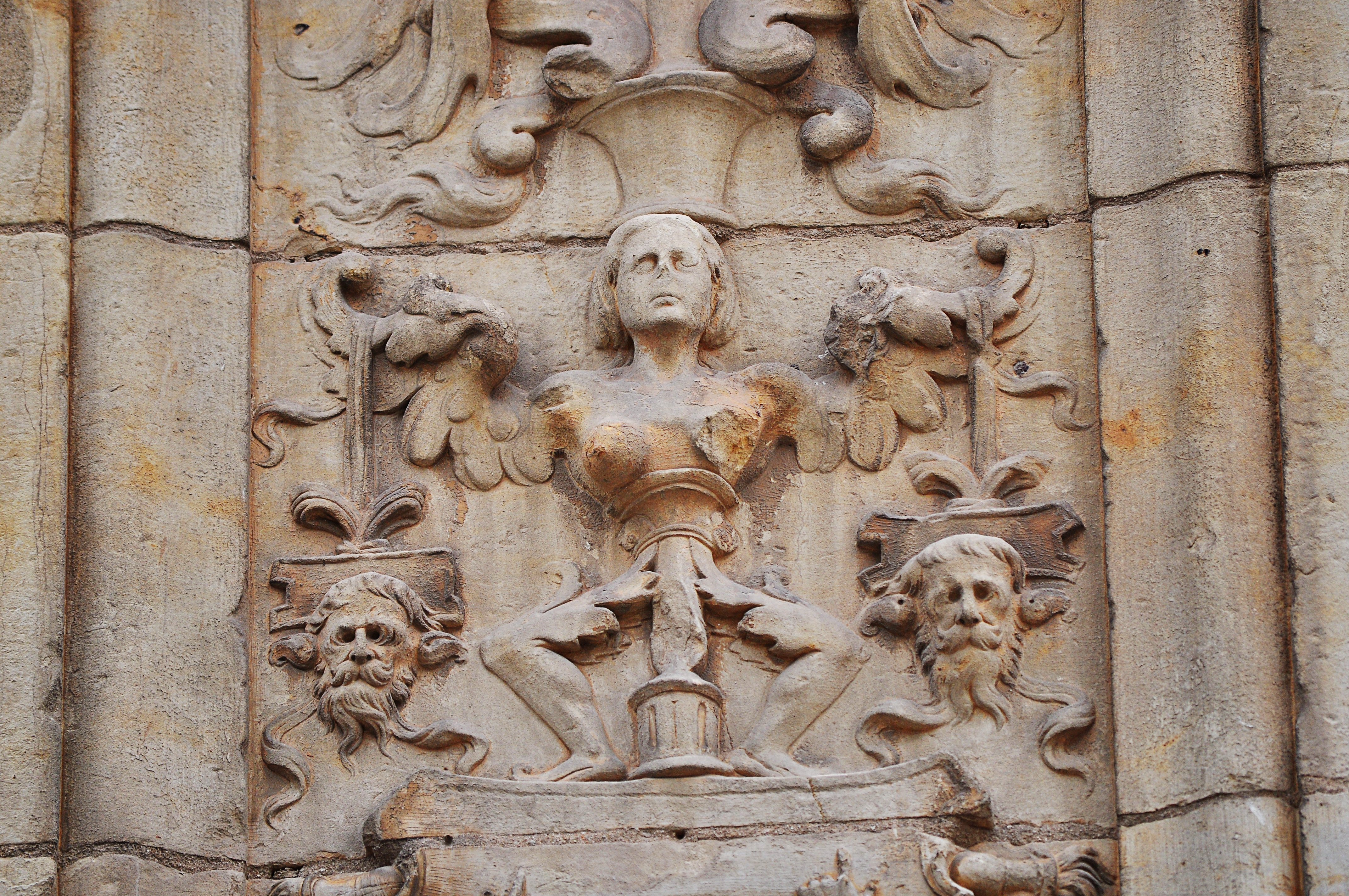
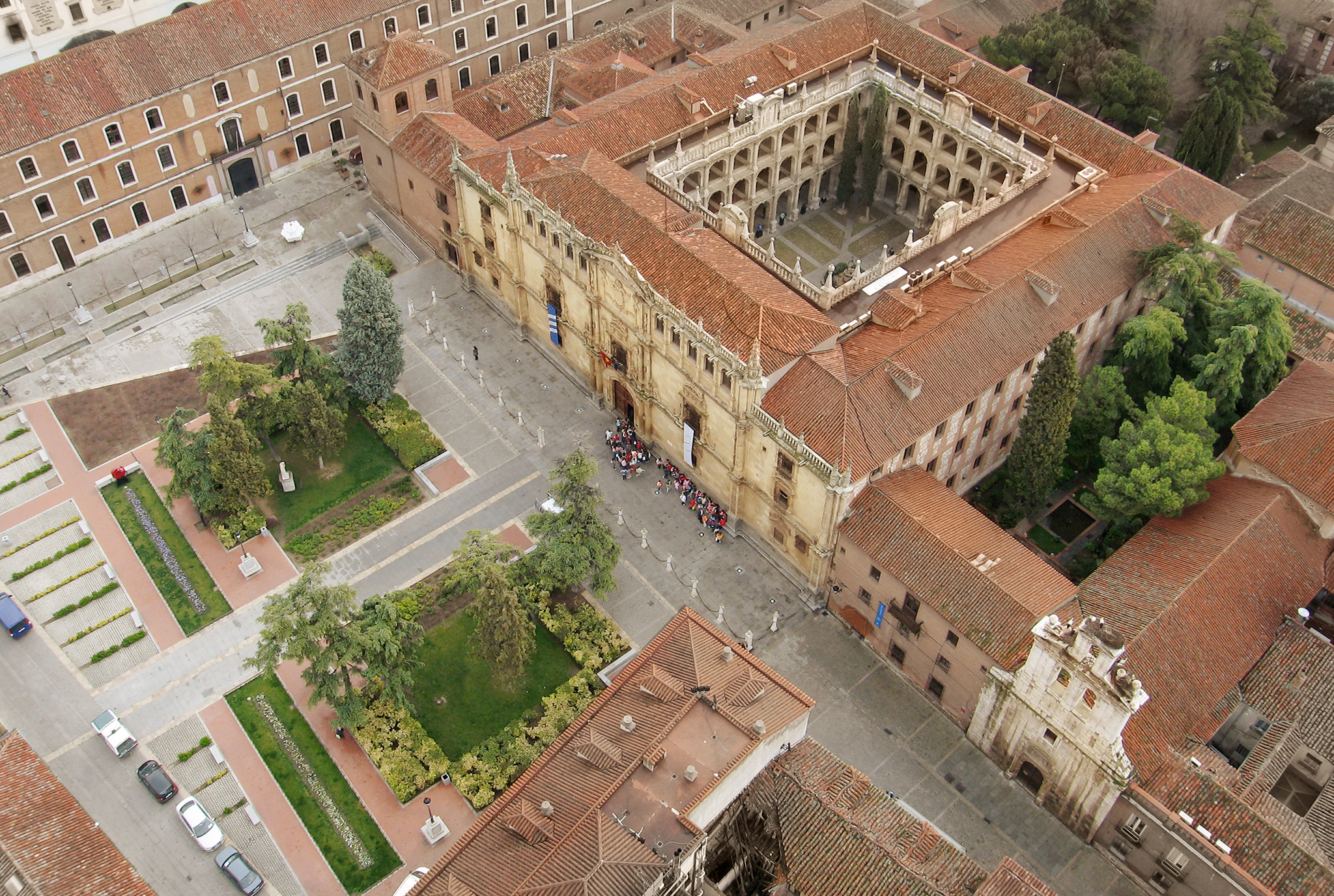